# Пергамски музей
Пергамският музей (на немски: Pergamonmuseum) или музей Пергамон, се намира се в центъра на Берлин и като част на известния архитектурен ансамбъл Музеен остров е внесен в списъка на световното културно и природно наследство на ЮНЕСКО. Създаден е по нареждане на германския кайзер и крал на Прусия Вилхелм II, построен е от архитектите Алфред Месел и Лудвиг Хофман. Сградата е изградена в периода 1907 – 1909 г. В нея са разположени Античната колекция с прочутия Пергамски олтар, Музеят на Предна Азия и Музеят на ислямското изкуство.

## История

### Първи музей Пергамон
Първият музей Пергамон е построен през 1897 – 1899 г. от Фриц Волф (Fritz Wolff). Открит е на 18 декември 1901 г. от кайзер Вилхелм II. Атриумът на сградата на музея по това време съдържа архитектурните образци от Пергам, Приен и Магнезия на Меандър. След събарянето на първия музей през 1908 г. експонатите временно се настаняват в източната колонна зала на Новия музей и се намират там до построяването на новата сграда.

### Втори музей Пергамон
Вилхелм фон Боде започва да планира построяването на новата музейна сграда само година след назначаването му през 1905 г. за генерален директор на Кралските – от 1918 г. Държавните – музеи на Берлин. Старата сграда се оказва неподходяща и недостатъчно голяма за намерените обекти при разкопките в Вавилон, Урук, Ашур и Египет. Разпределението на бъдещите колекции се прави още при проектирането на новата сграда – северното крило се прави за колекцията на античната архитектура и за художествените експонати от Германския музей, южното за отделите на Предна Азия и на ислямското изкуство.
Работата по създаването на монументална музейна сграда започва през 1907 г. Архитектът Алфред Месел (Alfred Messel) при проектирането следва концепцията на Вилхелм фон Боде за здание в неокласически стил. През 1909 г. той умира и проектът се поема от неговия близък приятел, берлинския градски съветник по строителните въпроси, Лудвиг Хофман (Ludwig Hoffmann). В работата по интериора вземат участие няколко архитекти – те разработват архитектурата на изложбените отдели и залите за Пергамския олтар, Милетската порта и фриза от двореца Мшата. Строителството започва през 1910 г., но Първата световна война, Германската революция през 1918/1919 г. и силната инфлация през 1922/1923 г. водят до неговото забавяне. Строителството на трите крила завършва едва към 1930 г. и в сградата се настаняват колекциите на четири музея. Остават непостроени, макар и проектирани от Месел и Хофман, портикът във вътрешния двор, колонадата към канала Купферграбен и четвъртото крило между Новия музей и Купферграбен, предвидено за Египетския музей.
Дълбоката трикрилна сграда е ориентирана в посока югозапад към реката Шпрее. Високата централна част в края на дългия двор е без прозорци. Страничните крила имат на стените към двора по една редица от дванадесет дорийски пиластра. Стените, гледащи към реката, носят по 6 дорийски полуколони. Над тях има декоративен корниз и фронтон. Предните фасади на сградата са облицовани с плочи от естествен камък, другите фасади – северната към музея Боде, източната към Хакешер маркт (Hackescher Markt) и южната към Новия музей – са покрити с тъмносива мазилка, имитираща естествен камък.
Територията на Музеен остров е блатиста и изисква специални строителни решения. Историческите конструкции на музея Пергамон успешно решават проблема с трудния терен и се смятат за инженерно постижение на куриращите негово строителство Вилхелм Виле (Wilhelm Wille) и Ото Лайтхолф (Otto Leitholf).
- Планът на Алфред Месел с непостроеното четвърто крило на сградата пред Новия музей, 1912 г.
- Музеят Пергамон с непостроената колонада към Купферграбен, 1909 г.
- Непостроеният портик във вътрешния двор, 1909 г.

### Военни щети и възстановяване
Въздушните удари на съюзническите сили по време на Втората световна война нанасят сериозни щети на музея. За да спасят експонатите пренасят ги в безопасни места, а монументалните образци се ограждат със стени. През 1945 г. голяма част от експозицията се изнася за Москва и Ленинград. През 1954 г. се открива Милетската зала, през 1955 г. за публиката става достъпна елинистическата зала с добавената към нея мозайка от Хефестион. През 1957 и 1958 г. Съветският съюз връща голяма част от музейните експонати, възстановява се Пергамският олтар във варианта на реконструкцията от 1930 г. Германският музей обаче не се възстановява – част от неговата колекция изгаря в зенитния бункер във Фридрихсхайн (Friedrichshain), част остава в музейния център Берлин-Далем, част продължава да се намира в хранилищата на Пушкински музей и Ермитаж. В Пергамския музей се завръщат Античната колекция и сбирките на музеите на Предна Азия, на ислямското изкуство, на Германския етнографски музей и на основания в ГДР отдел за Източна Азия. Последните две колекции през 1990 г. се изнасят от музея и се обединяват с подобните колекции в Далем.
Първоначално названието „Музей Пергамон“ се отнася само за залата с Античната колекция в източното крило, а другите отдели носят названията на своите колекции. Названието става общо за цялата сграда едва от 1958 г.

## Експозиция
Пергамският музей се състои от три големи отдела: Антична колекция, Музей на ислямското изкуство и Музей на Предна Азия. Най-важните и най-известните експонати са обектите на древната монументална архитектура:
- Пергамският олтар
- Милетската пазарна порта
- Портата на Ищар
- Фризът от двореца Мшата

- Милетската пазарна порта
- Портата на Ищар
- Фризът от Мшата

### Антична колекция
Античната колекция е основана през 1671 г. от Великия курфюрст Фридрих Вилхелм фон Бранденбург. През 1698 г. сбирката се попълва с колекцията на римския археолог Джовани Пиетро Беллори (Giovanni Pietro Bellori). Част от колекцията става достъпна за публиката след откриването на Стария музей през 1830 г. По-нататък към колекцията са добавени обектите, намерени при разкопките на древните градове Олимпия, Самос, Пергам, Милет, Приен и Дидима.
Колекцията е известна със своите архитектурни обекти от древногръцки, древноримски, етруски и кипърски произход. Нейните експонати са представени в музея Пергамон и Стария музей. В музея Пергамон, освен прочутите монументални архитектурни обекти, са изложени древногръцки и древноримски скулптури, мозайки, бижута от скъпоценни метали, предмети от бронз, образци на писменост. Сред тях са световноизвестните скулптури „Берлинска богиня“ от Кератея от архаичния период и „Богиня на трон“ от Тарент от късната архаика.
През 1982 г. е проектиран нов вход към музея, който води директно в централната зала и към Пергамския олтар. През 1983/84 г. сбирката от античните скулптури се пренарежда в хронологичен ред. Обиколката на тази експозиция започва с архаичното гръцко изкуство, продължава с оригиналите от класическия период, римските копия на класическите оригинали, елинистичните скулптури и завършва със залата за римското изкуство.

### Музей на ислямското изкуство
Колекцията е основана от Вилхелм фон Боде през 1904 г. като отдел на музея Кайзер Фридрих (днешния музей Боде).
В музея е изложено изкуството на мюсюлмани, населявали в периода от VIII до X век обширни територии от Испания до Индия. Основата на експозицията е съставена от предмети, открити при археологическите разкопки в Ктезифон, Самара и долината Табга на брега на Галилейско езеро. Тези експонати, а също и допълнително придобитите, оформят основния акцент на музея върху изкуството на Египет, Близкия Изток и Персия. Другите региони също са представени със значими единични предмети или поредици от тях, като например калиграфски произведения и миниатюри от епохата на Великите Моголи и сицилиански предмети от слонова кост.
Сред най-ценните експонати на колекцията са:
- Фасада от двореца Мшата
- Стая от Алепо
- Купол от Алхамбра[5]
- Михраб от Кашан
- Михраб от Кония
- Килим с изобразени дракони и феникси, Мала Азия, начало на XV век
- Сгъваема подставка за Коран, Мала Азия (Кония), 13 век
- Книжно ислямско изкуство

### Музей на Предна Азия
Колекцията възниква в средата на XIX век, когато Прусия придобива от Лондон релефите от разкопките в Ниневия. По-нататък сбирката се увеличава благодарение на провежданите от немските учени археологически работи на териториите на разпростиране на шумерската, вавилонската и асирийската култури. Колекцията се оформя като самостоятелен отдел на Кралските музеи през 1899 г., като нейните фондове първоначално се намират в Новия музей, след това временно се местят в музея Кайзер Фридрих. При строителството на музея Пергамон за колекцията се предназначава южното крило на сградата. Залите в тази част се използват за реконструкции на монументални обекти на архитектурата. Те се оформят и откриват в продължение на години. Музеят се представя като самостоятелна колекция през 1930 г.
Колекцията съдържа над 600 000 обекта.  Световноизвестните Порта на Ищар, Улица на процесиите и фасада на тронната зала на Навуходоносор II са част от нея.

## Генерален план на Музеен остров
През 90-те години на XX век се разработва и приема Генерален план за реконструкция и обновяване на комплекса Музеен остров (Masterplan Museumsinsel). В рамките на този план музеите на комплекса се подлагат на саниране, модернизират се техническите съоръжения, правят се реконструкции и се строят нови обекти. Единият от тях е подземната „Археологическа променада“ за връзка между музеите Боде, Пергамон, Новия музей и Стария музей. Другият е галерията Джеймс Симон (James-Simon-Galerie), която служи и като вход към музея Пергамон. Планът включва също построяването на четвъртото крило и предвижда пространството пред музея от страната на Шпрее да се използва за почивка на посетителите. Цялостната реновация и разширяването на музея се прави по проект на кьолнския архитект Освалд Унгерс (Oswald Mathias Ungers). Строителството на новите обекти и санирането на музея продължават.